# 구노헤군

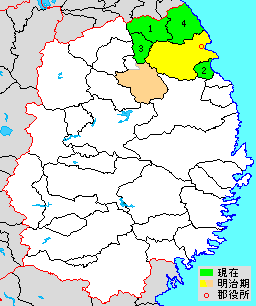
이와테현 구노헤군의 위치 (1.가루마이정 2.노다촌 3.구노헤촌 4.히로노정 연한 등색: 후에 다른 군에 소속된 구역)

구노헤군(일본어: 九戸郡, くのへぐん)은 일본 이와테현(무쓰국·리쿠추국)의 북동부에 위치한 군이다.
인구 32,143명、면적763.56km2、인구밀도 42.1명/km2。（2021년 2월 1일, 추계인구）
이하 2정 2촌으로 구성된다.
- 가루마이정(軽米町)
- 노다촌(野田村)
- 구노헤촌(九戸村)
- 히로노정(洋野町)

## 군역

### 구노헤군(제1차)
1878년 행정 구역으로 발족 당시의 군역은, 위의 2정 2촌 외에 구지시 및 이와테군 구즈마키정의 대부분에 해당한다.

### 구노헤군(제2차)
1897년 행정 구역으로 발족 당시의 군역은, 제1차 구노헤군 전역에 해당한다.

## 역사

### 구노헤군(제1차)
- 1878년 11월 26일 - 군구정촌 편제법이 이와테현에서 시행되면서, 행정 구역으로서의 구노헤군이 발족.
- 1879년 1월 4일 - 분할되어, 오카와메촌 외 27촌의 구역으로 미나미쿠노헤군(南九戸郡)이, 가루마이촌 외 32촌 구역으로 기타쿠노헤군(北九戸郡)이 각각 발족. 이날 구노헤군(제1차)가 폐지됨.

### 구노헤군(제2차)

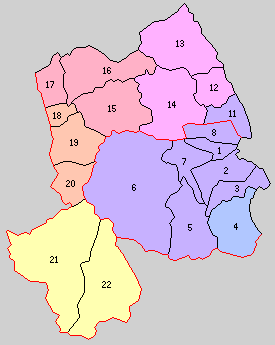
1.구지정 2.오사나이촌 3.우베촌 4.노다촌 5.야마네촌 6.야마가타촌 7.오카와메촌 8.나쓰이촌 11.사무라이하마촌 12.나카노촌 13.다네이치촌 14.오노촌 15.고가루마이촌 16.가루마이촌 17.하레야마촌 18.에사시카촌 19.이보나이촌 20.도다촌 21.구즈마키촌 22.에카리촌
(보라:구지시 분홍:히로노정 빨강:가루마이정 등색:구노헤촌 노랑:이와테군 구즈마키정 파랑:노다촌)

- 1897년 4월 1일 - 미나미쿠노헤군·기타쿠노헤군의 구역을 가지고, 구노헤군(제2차)이 발족.(1정 19촌)
  - 구 미나미쿠노헤군(1정 7촌) - 구지정(久慈町), 오사나이촌(長内村), 우베촌(宇部村)(현 구지시), 노다촌(野田村)(현존), 야마네촌(山根村), 야마가타촌(山形村), 오카와메촌(大川目村), 나쓰이촌(夏井村)(현 구지시)
  - 구 기타쿠노헤군(12촌) - 사무라이하마촌(侍浜村)(현 구지시), 나카노촌(中野村), 다네이치촌(種市村), 오노촌(大野村)(현 히로노정), 고가루마이촌(小軽米村), 가루마이촌(軽米村), 하레야마촌(晴山村)(현 가루마이정), 에사시카촌(江刺家村), 이보나이촌(伊保内村), 도다촌(戸田村)(현 구노헤촌), 구즈마키촌(葛巻村), 에카리촌(江刈村)(현 이와테군 구즈마키정)
- 1925년 1월 1일 - 가루마이촌이 정제 시행으로 가루마이정(軽米町)이 됨.(2정 18촌)
- 1940년 12월 25일 - 구즈마키촌이 정제 시행으로 구즈마키정(葛巻町)이 됨.(3정 17촌)
- 1948년 7월 1일 - 구즈마키정·에카리촌이 이와테군에 편입됨.(2정 16촌)
- 1951년 4월 1일 - 다네이치촌이 정제 시행으로 다네이치정(種市町)이 됨.(3정 15촌)
- 1952년 6월 1일 - 오사나이촌이 정제 시행으로 오사나이정(長内町)이 됨.(4정 14촌)
- 1954년 11월 3일 - 구지정·오사나이정·우베촌·오카와메촌·사무라이하마촌·나쓰이촌·야마네촌이 합병하여, 구지시(久慈市)가 발족, 군에서 이탈.(2정 9촌)
- 1955년
  - 1월 1일 - 가루마이정·고가루마이촌·하레야마촌이 합병하여, 새로이 가루마이정이 발족.(2정 7촌)
  - 2월 11일 - 다네이치정·나카노촌이 합병하여, 새로이 다네이치정이 발족.(2정 6촌)
  - 4월 1일 - 이보나이촌·에사시카촌·도다촌이 합병하여, 구노헤촌(九戸村)이 발족.(2정 4촌)
- 2006년
  - 1월 1일 - 다네이치정·오노촌이 합병하여, 히로노정(洋野町)이 발족.(2정 3촌)
  - 3월 6일 - 야마가타촌이 구지시와 합뱡하여. 새로이 구지시가 발족, 군에서 이탈.(2정 2촌)